# Ježíškova cesta
Ježíškova cesta je populárně–naučná stezka v Krušných horách, vedená okolím Božího Daru v nadmořské výšce 1 028 metrů, určená především pro malé i větší děti. Stezka se dělí na dvě různě fyzicky náročné trasy. Celý okruh měří 12,9 km, zkrácený 5,6 km. Obě trasy jsou v provozu celoročně, v létě pěšky i na kole a v zimě na běžkách.

## Historie
Od roku 1994 se vždy v období před Vánocemi otvírá v obci Ježíškova pošta, kdy zásilky posílané Ježíškovi jsou odesílané Českou poštou do Božího Daru, kde jsou orazítkovány razítkem s vánočním motivem (který se každý rok mění) a následně odeslány zpět odesílateli.
Návazně na tuto poštu vznikla v roce 2007 na stávajících turistických trasách a zčásti na obnovených lesních cestách Ježíškova cesta, která obsahuje 15 orientačních tabulí a 13 zastávek s domky. Pohádková naučná stezka návštěvníky seznamuje nejen s Ježíškem a jeho pomocníky, ale i s životem předků, s jejich tradicemi či s přírodou. Některá zastavení jsou koncipována formou hry, kdy se určují stopy zvířat či listy a plody stromů.
Na trase jsou rozmístěny pohádkové postavičky vyřezané ze dřeva. U každého domku je zařízení k fyzickému vyžití ve formě různých prolézaček, skluzavek či houpaček.
Ježíškova cesta byla slavnostně otevřena 8. prosince 2007.

## Galerie 1

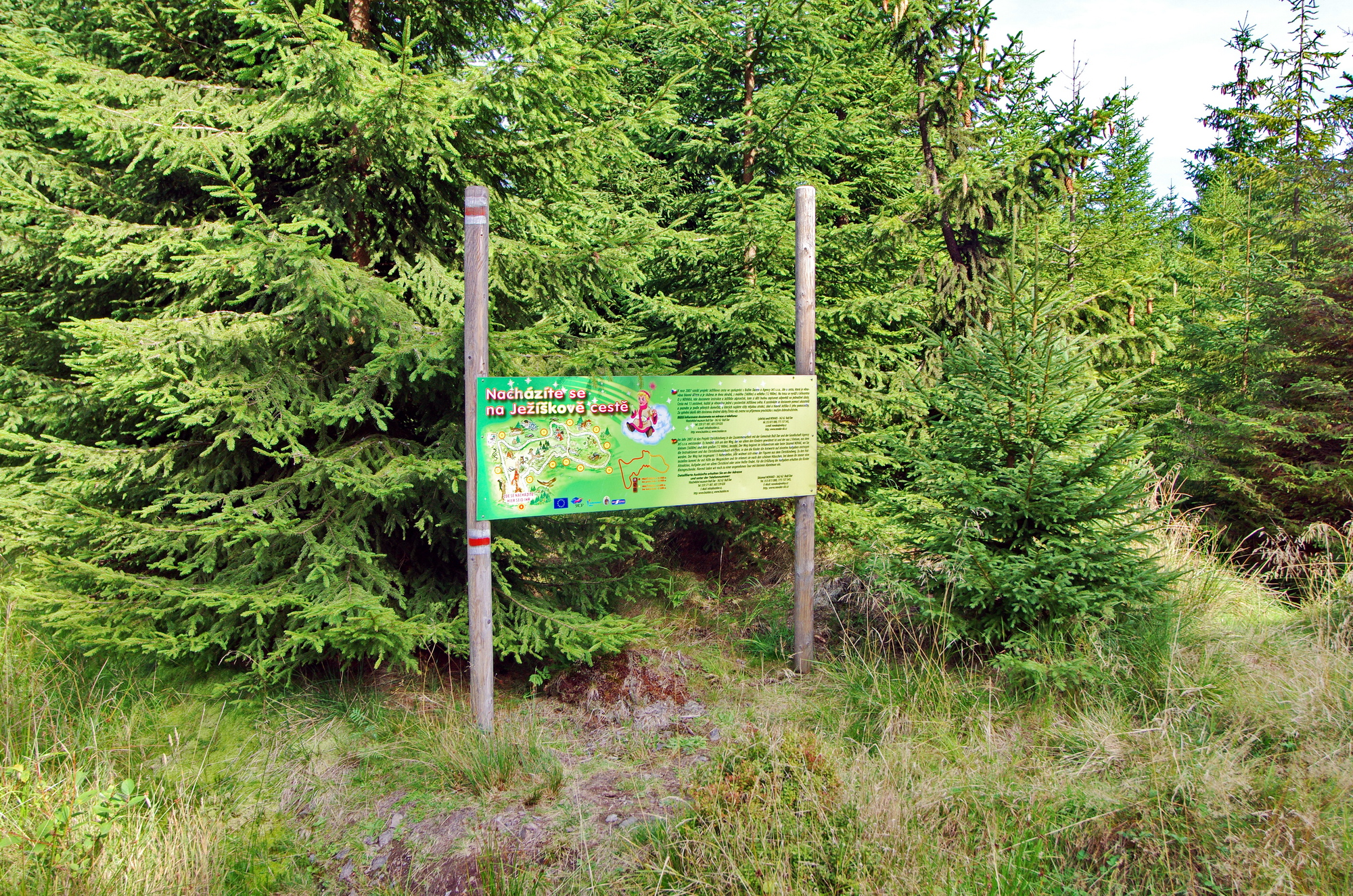
Orientační tabule, září 2015
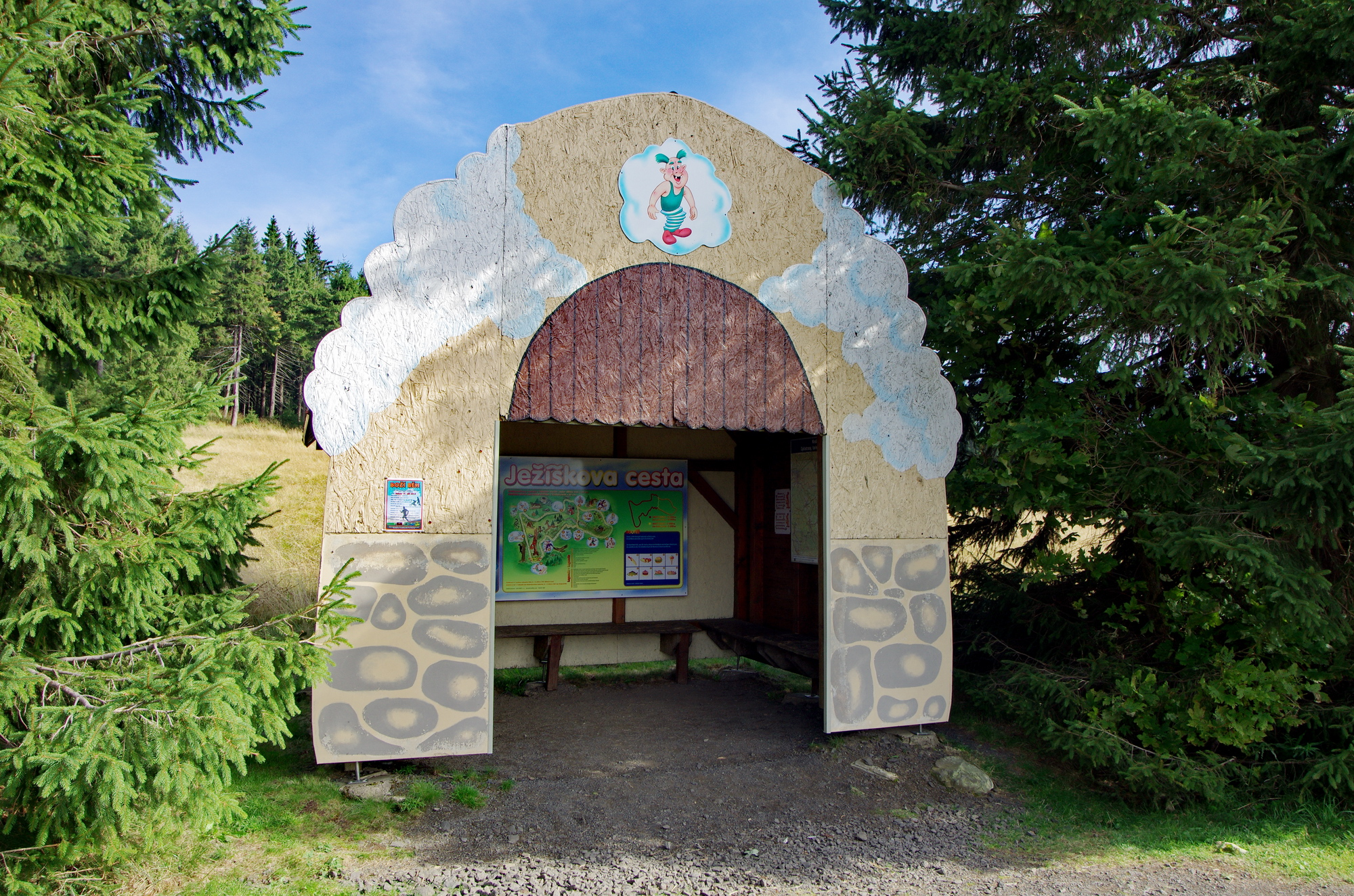
Jedno ze zastavení, září 2015
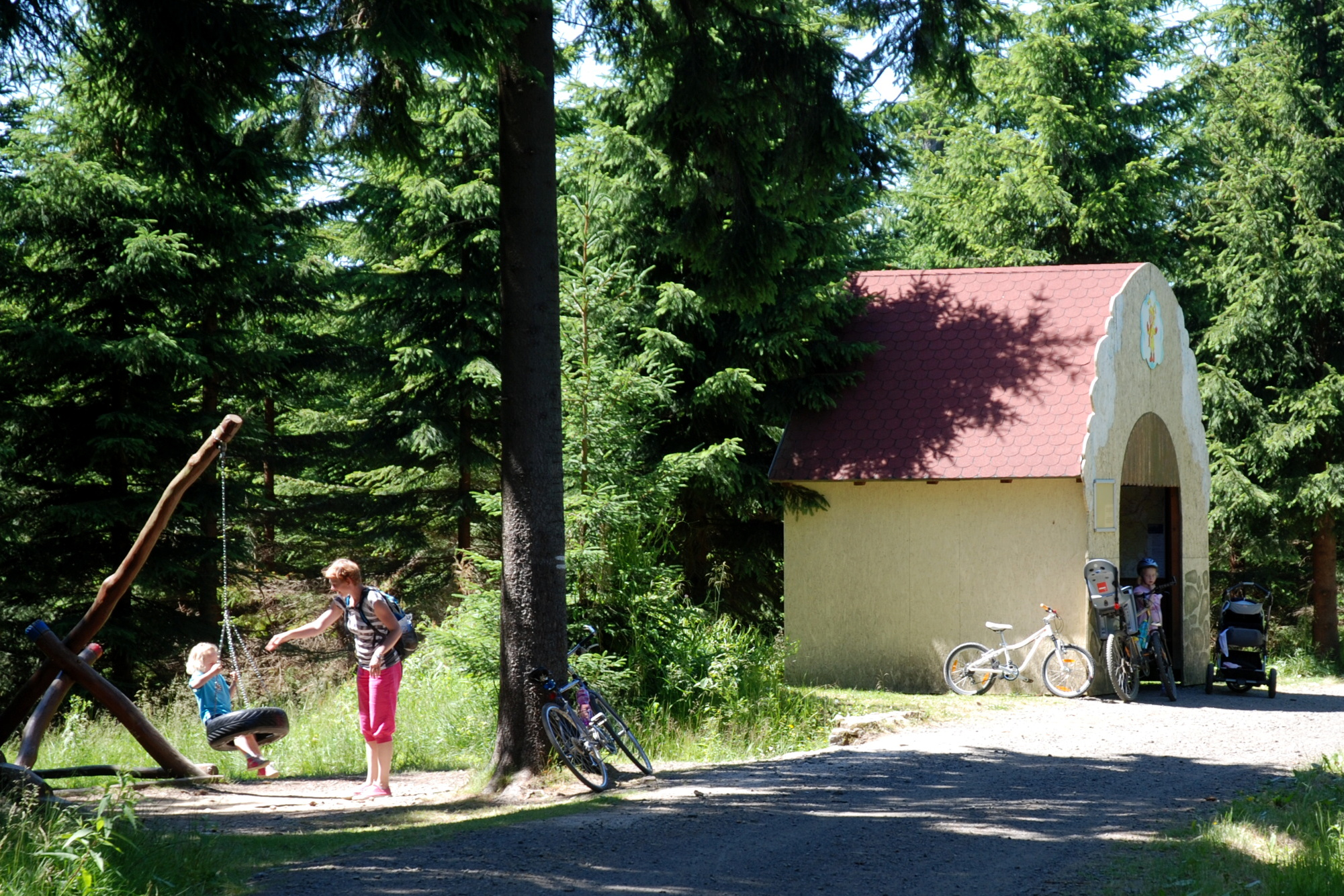
Na Ježíškově cestě, červenec 2013
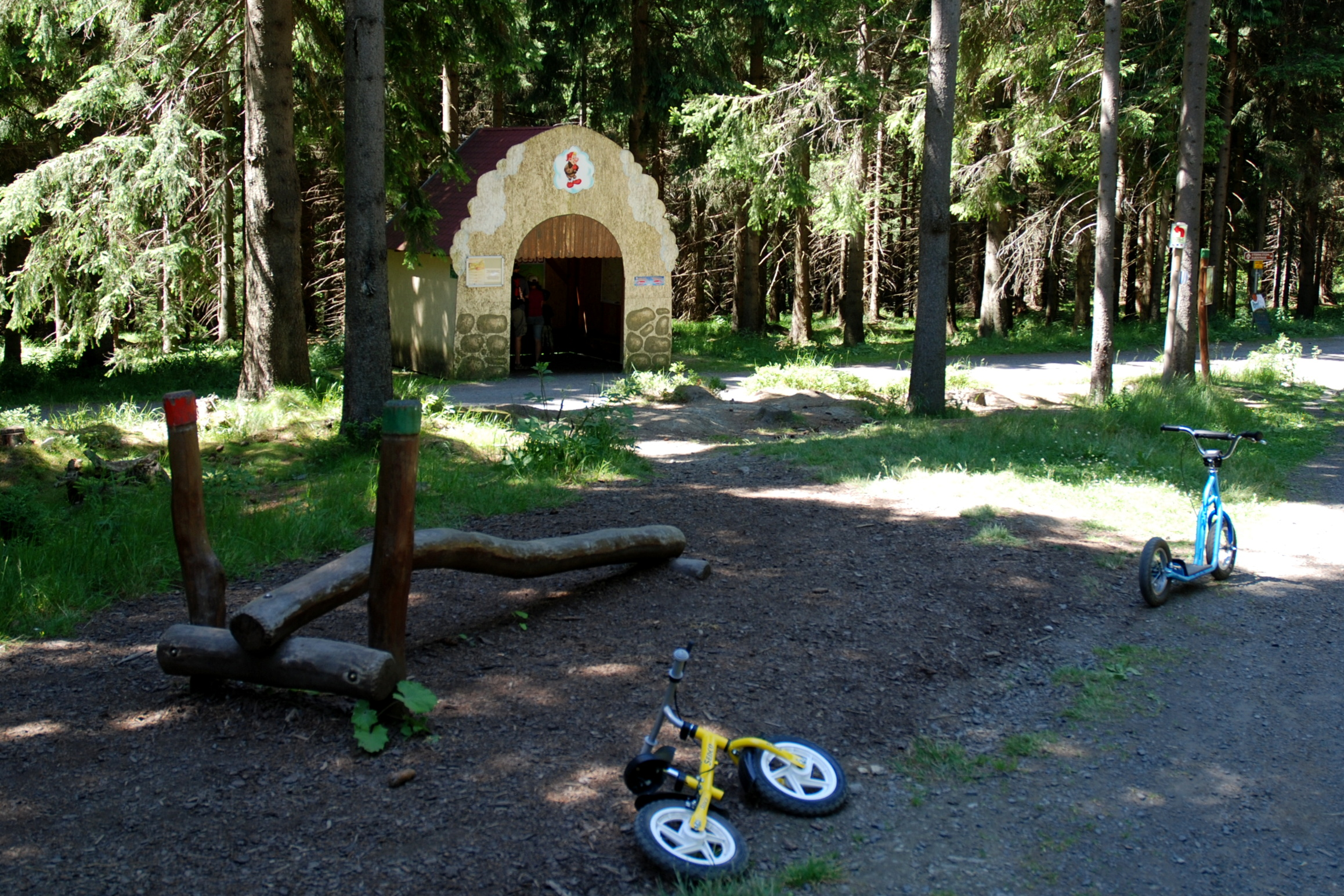
Koloběžky na Ježíškově cestě, červenec 2013
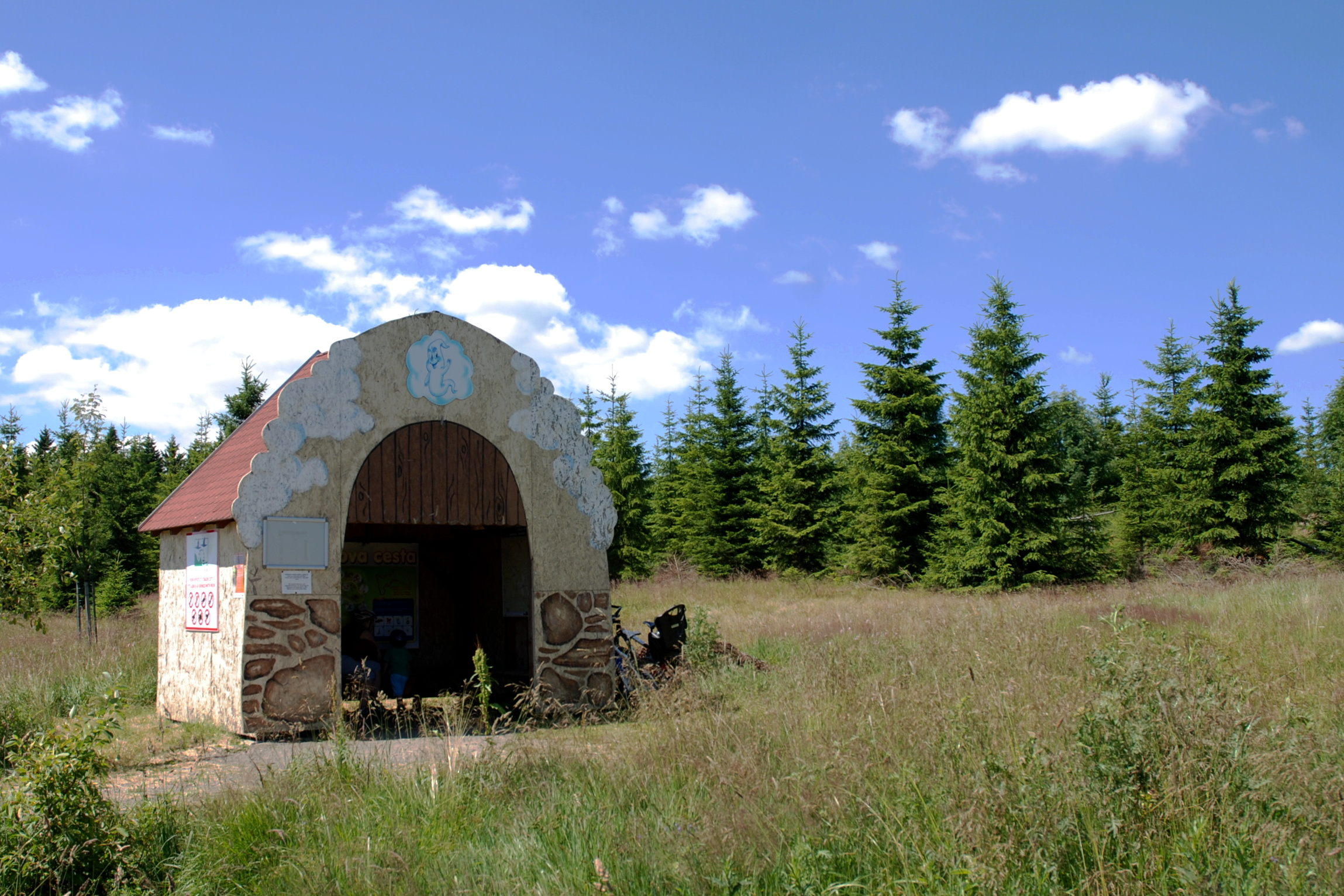
Jedno ze zastavení, červenec 2013
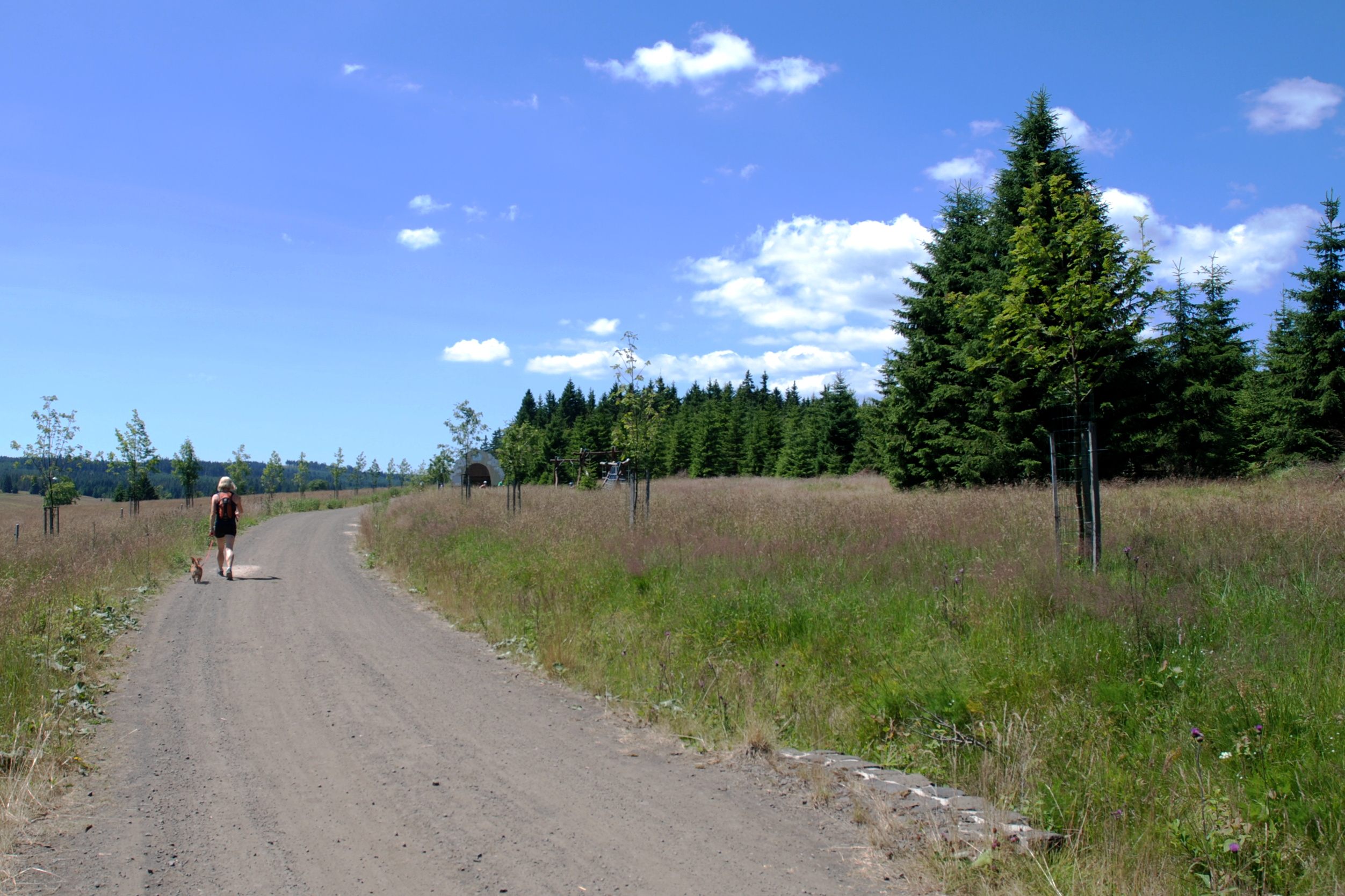
Dívka se psem, červenec 2013
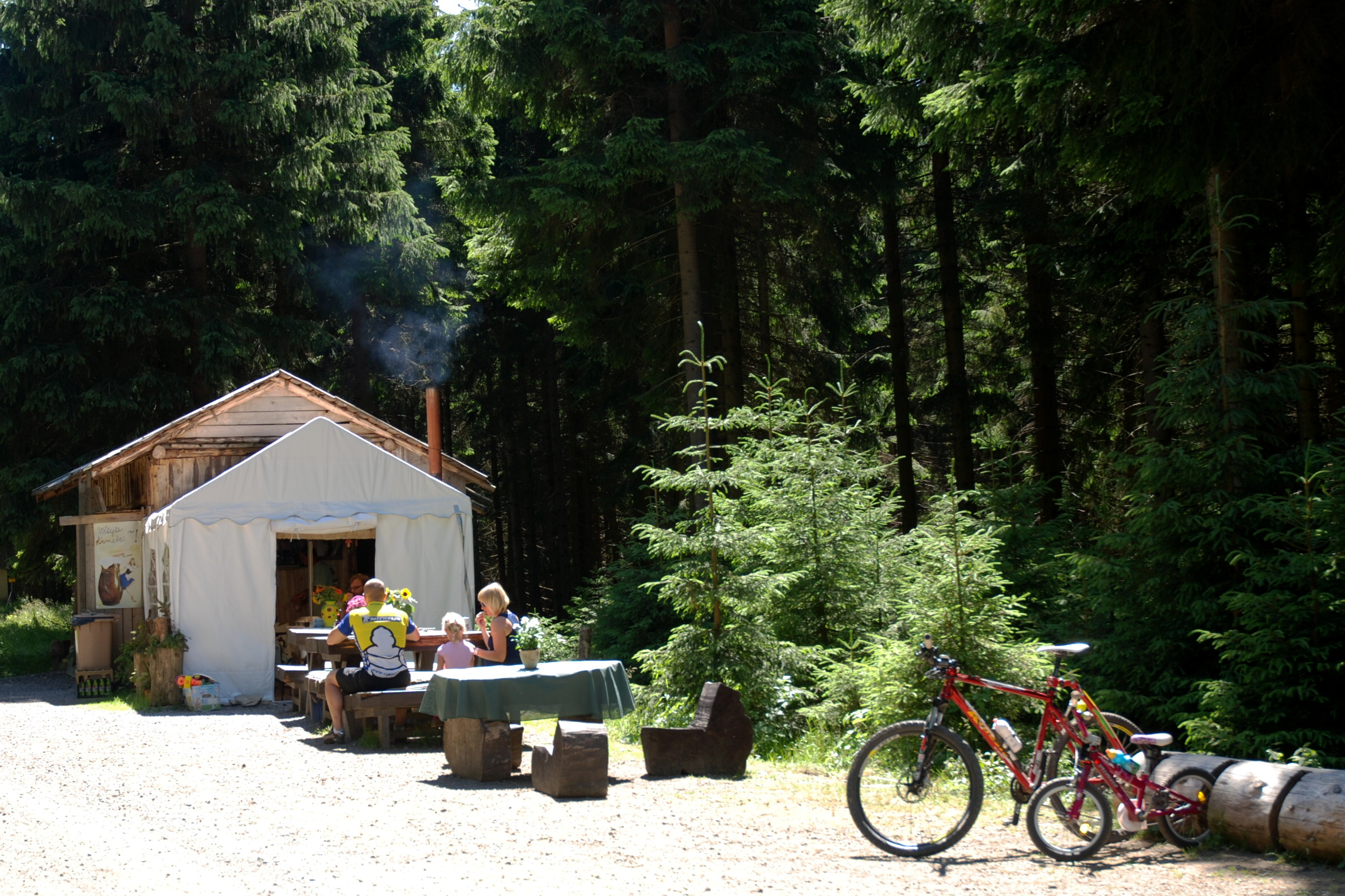
Zastavení U Krmelce, červenec 2013

## Galerie 2

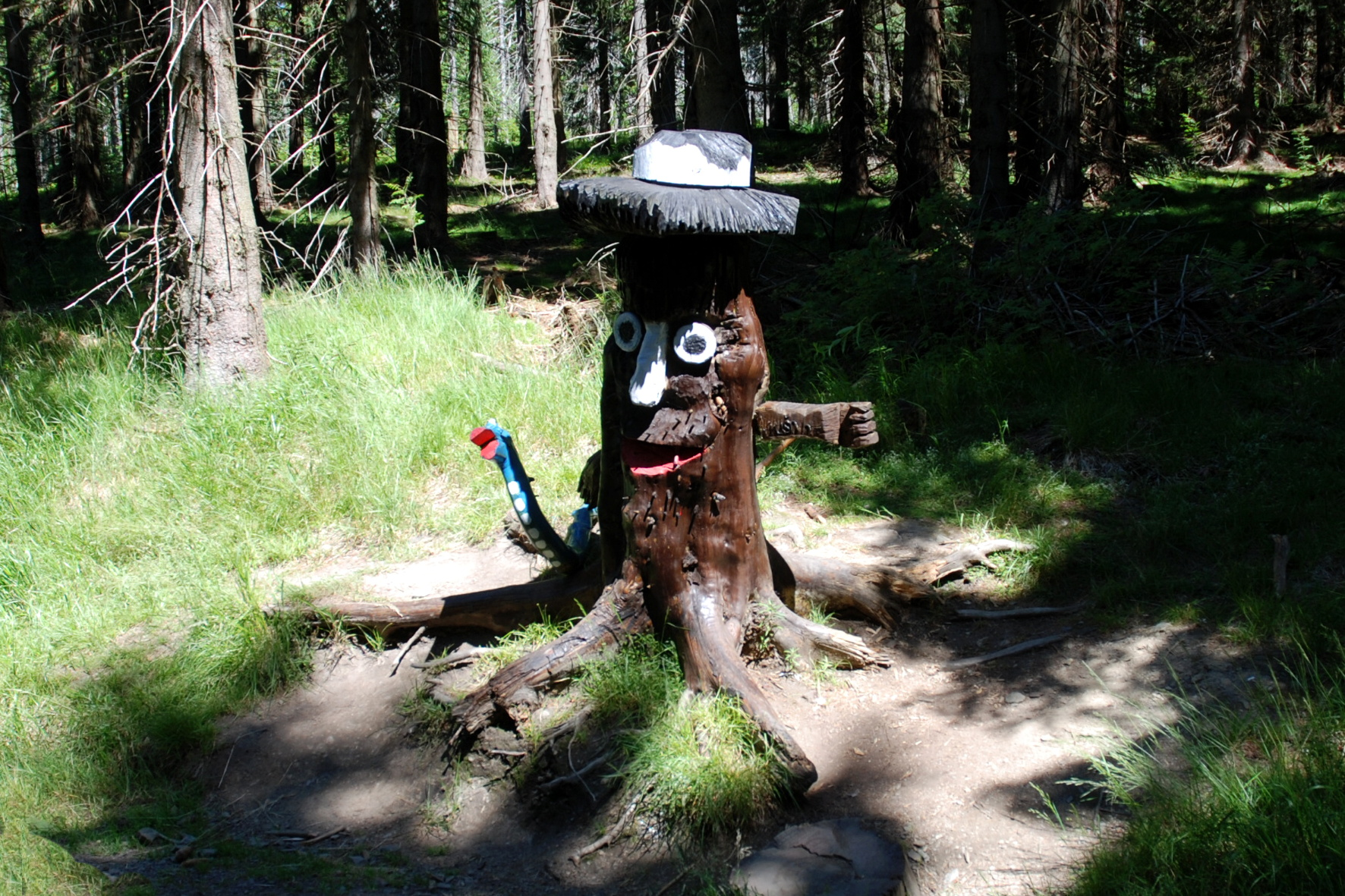
Na Ježíškově cestě, červenec 2013
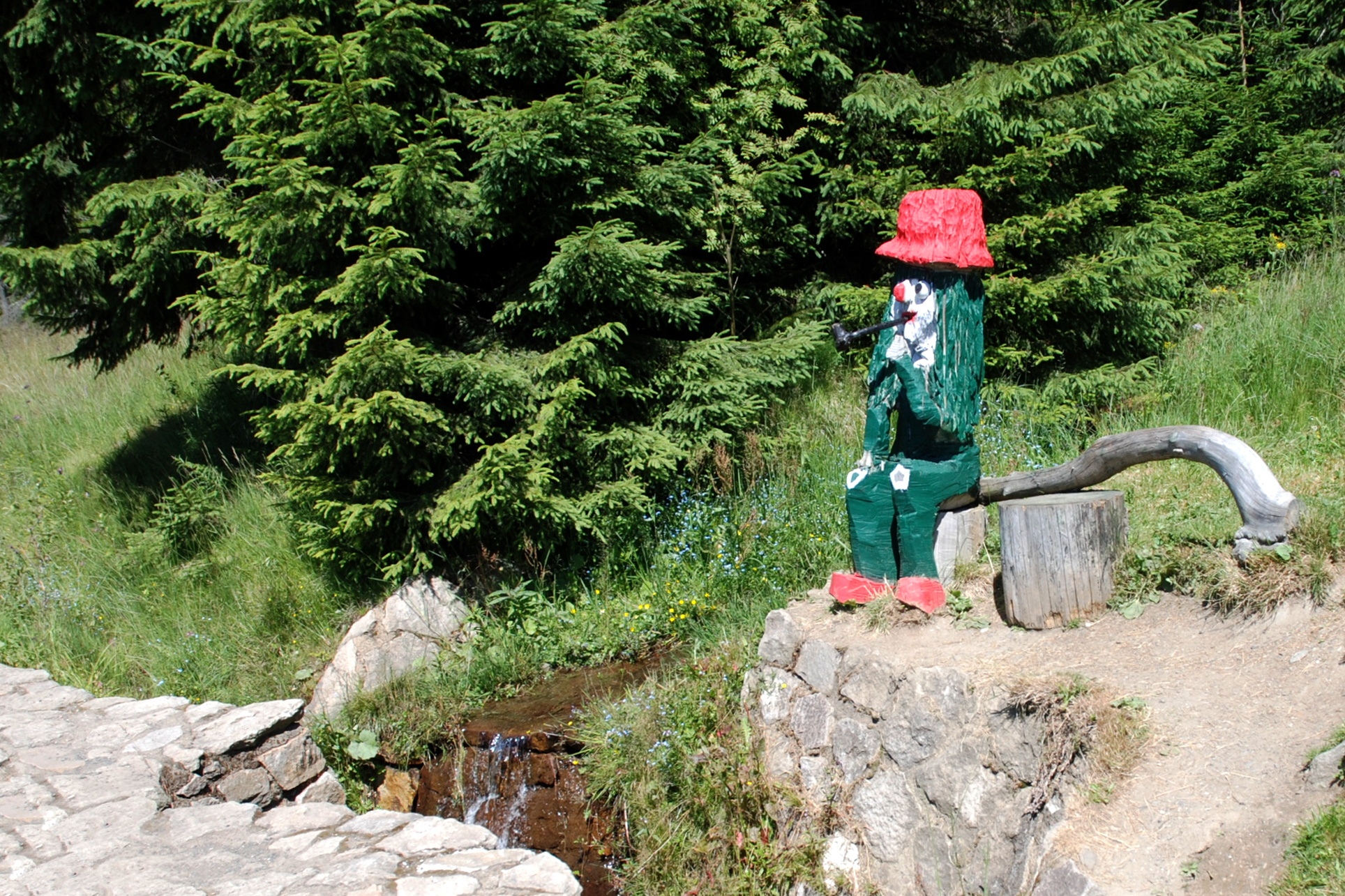
Vodník, červenec 2013
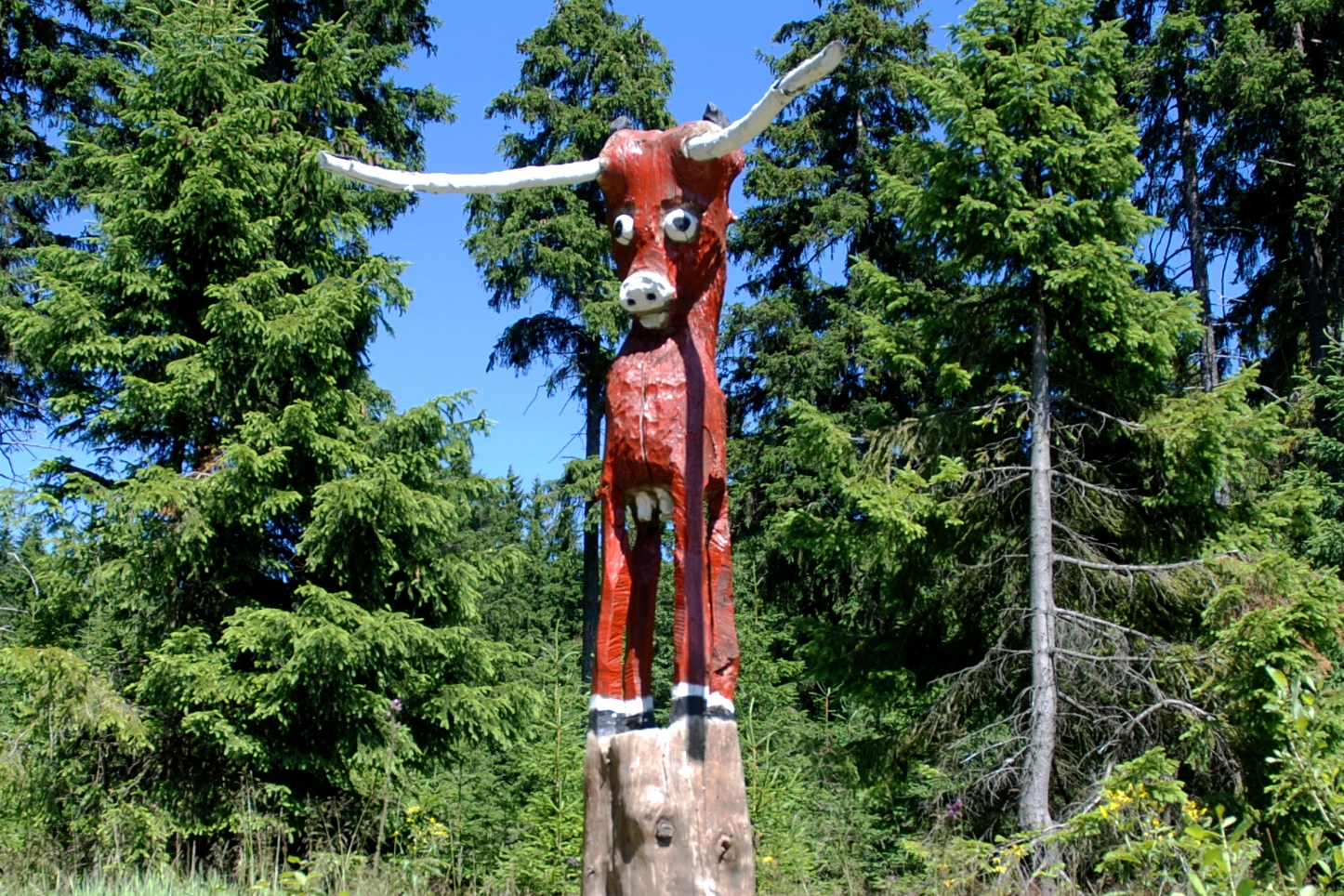
Kravka, červenec 2013
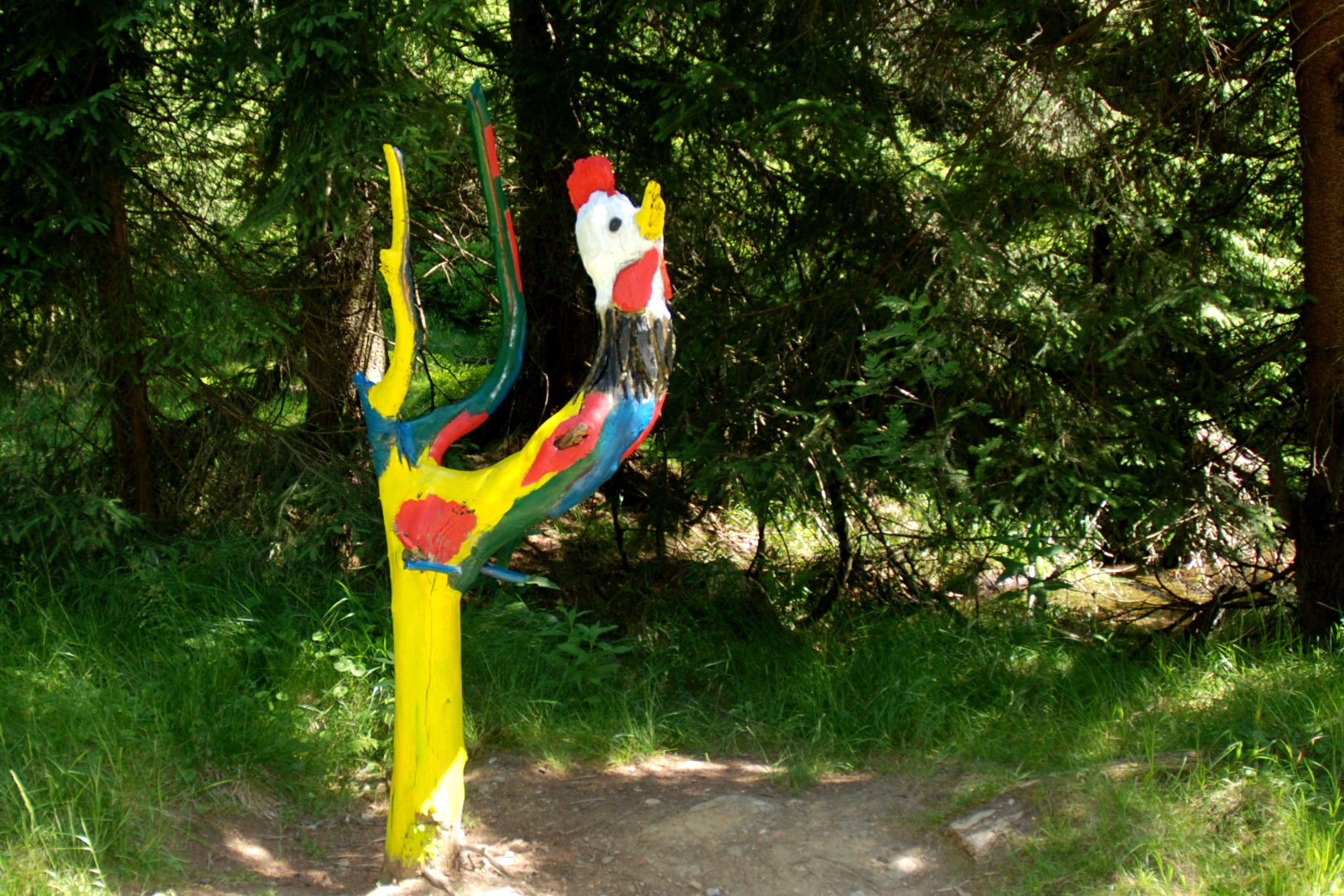
Kohout, červenec 2013
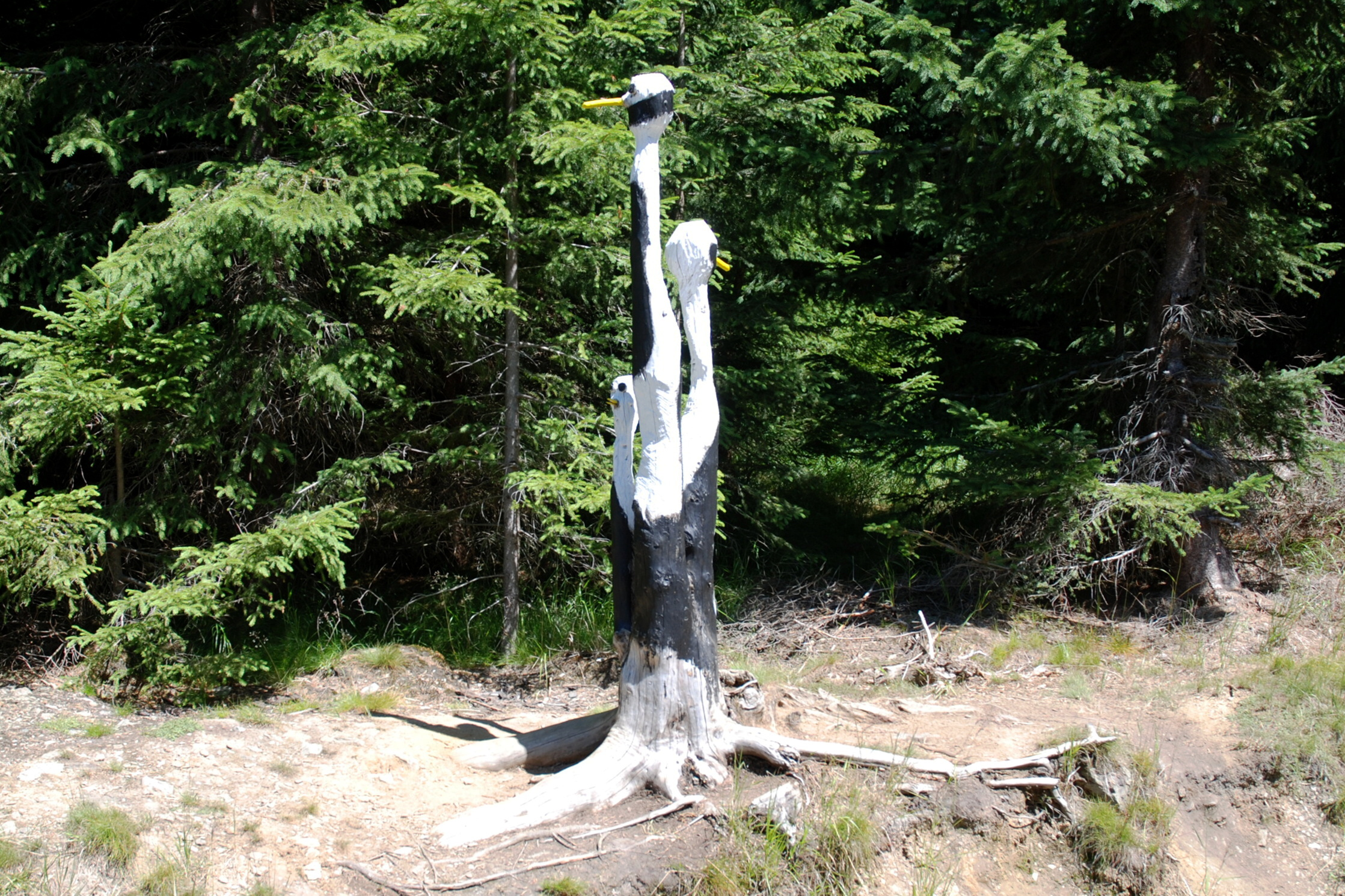
Na Ježíškově cestě, červenec 2013
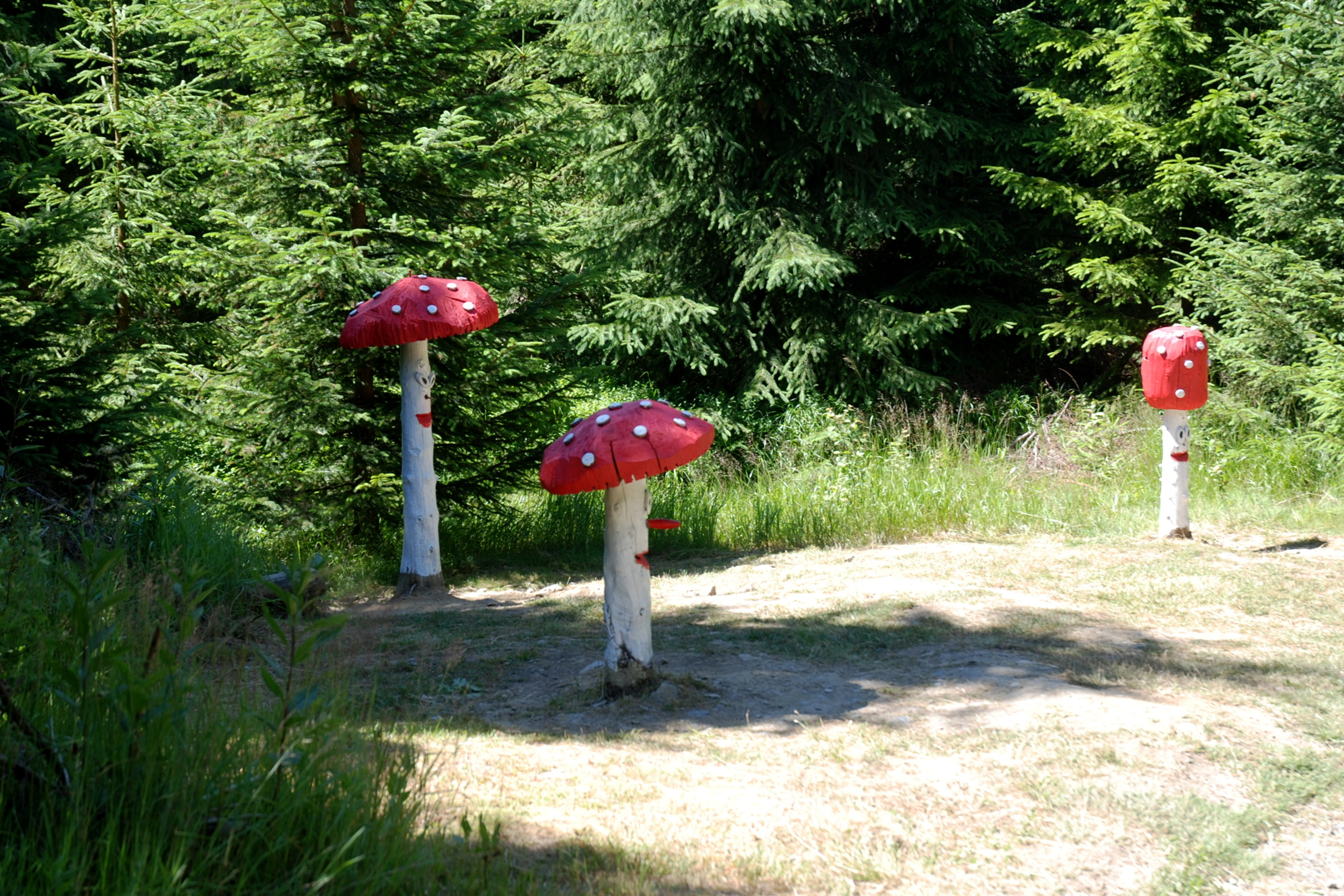
Mochomůrky u cesty, červenec 2013
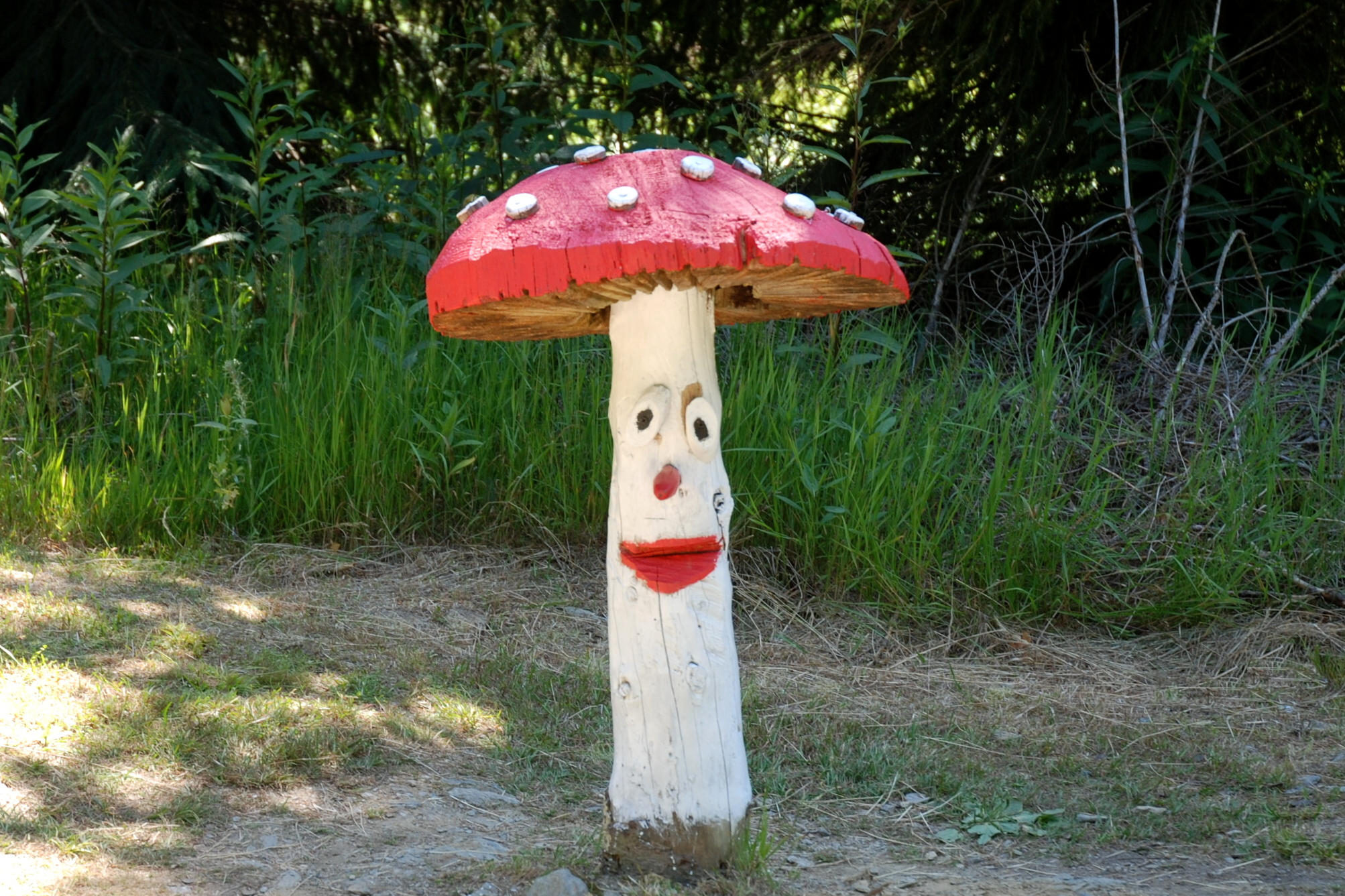
Mochomůrka u cesty, červenec 2013